# Nowy Świat (Kobylec)
Nowy Świat – część wsi Kobylec w Polsce, położona w województwie małopolskim, w powiecie bocheńskim, w gminie Łapanów.
W latach 1975–1998 Nowy Świat należał administracyjnie do województwa tarnowskiego.